# Punk belge
Le punk belge désigne le mouvement, la culture et la musique punk rock, ayant émergé en Belgique.

## Histoire

### Origines et apogée (1977–1990)
Inspirées des groupes anglais et américains, les premières formations apparaissent en Belgique dès 1976 avec The Kids, Hubble Bubble, Elton Motello et Raxola. Cette même année, le Rockin' Club ouvre en février sous Forest National : le premier groupe punk belge à y jouer est Hubble Bubble, qui avait pour batteur Roger Jouret (Plastic Bertrand). Le deuxième à y jouer est le groupe bruxellois éphémère Chainsaw.
En 1977, Dan MacRoll, qui éditait le mensuel MORE!, fonde le groupe Chainsaw, qui sort un EP à leur nom sur le label Romantik Records. Celui-ci contient une reprise de What Goes On du Velvet Underground. Il s'agit du premier disque punk belge. Le guitariste Jerry Wx formera ensuite X-Pulsion,  le batteur Bob Seytor les groupes Streets et Contingent, et Dan MacRoll le groupe Luna Park. Dans la foulée, le jeune label produit le single Daisy / Déréglée de la chanteuse française Marie France, avec Jay Alanski et Jacques Duvall, puis celui des Mad Virgins : I'm a Computer / Fuck and Suck. Le musicien belge Plastic Bertrand, et sa chanson Ça plane pour moi, parue le 1er décembre 1977, est devenu une figure du punk « commercial ».  Durant l'automne 1977, de nombreux articles médiatiques commencent à diaboliser les artistes punk et leur public. En mars 1978 l'album First Belgium Punk Contest est enregistré en live à l'Old St Job, avec notamment Les Tueurs de la lune de miel, P.I.G.Z., Mad Virgins, et Cell 609. Le premier album d'un groupe de punk rock belge est celui de The Kids en 1978. Malgré un pays de 10 millions d'habitants on peut compter de nombreux groupes de punk en Belgique. 
Les principales scènes se trouvent à Bruxelles, Anvers, Liège et Namur. Dans les années 1970 et 1980, la scène punk belge est à son pic de popularité. Cette scène, comme pour toutes les autres scènes punk internationales, adopte le vestimentaire traditionnel (crêtes et gros anneaux, notamment).

### Scène contemporaine
Dans les années 2000, la scène est en pleine expansion[Information douteuse] même si elle reste très underground.
Du 23 janvier au 27 février 2015, le PointCulture de Bruxelles organise une exposition mettant à l'honneur le punk belge.